# Bennington (Kansas)
Bennington és una població dels Estats Units a l'estat de Kansas. Segons el cens del 2000 tenia 623 habitants.

## Demografia
Segons el cens del 2000, Bennington tenia 623 habitants, 245 habitatges, i 182 famílies. La densitat de població era de 572,7 habitants per km².
Dels 245 habitatges en un 37,6% hi vivien nens de menys de 18 anys, en un 60,8% hi vivien parelles casades, en un 9,8% dones solteres, i en un 25,7% no eren unitats familiars. En el 21,6% dels habitatges hi vivien persones soles el 10,2% de les quals corresponia a persones de 65 anys o més que vivien soles. El nombre mitjà de persones vivint en cada habitatge era de 2,54 i el nombre mitjà de persones que vivien en cada família era de 2,96.
Per edats la població es repartia de la següent manera: un 31% tenia menys de 18 anys, un 3,9% entre 18 i 24, un 31% entre 25 i 44, un 22,2% de 45 a 60 i un 12% 65 anys o més.
L'edat mediana era de 35 anys. Per cada 100 dones de 18 o més anys hi havia 93,7 homes.
La renda mediana per habitatge era de 37.303 $ i la renda mediana per família de 45.972 $. Els homes tenien una renda mediana de 32.143 $ mentre que les dones 21.429 $. La renda per capita de la població era de 15.919 $. Entorn del 5,1% de les famílies i el 6% de la població estaven per davall del llindar de pobresa.

## Poblacions més properes
El següent diagrama mostra les poblacions més properes.